# Miraflores (Baja California Sur)
Miraflores es una localidad del estado mexicano de Baja California Sur. Es parte del municipio de Los Cabos.

## Demografía
Según el último censo del INEGI, Miraflores contaba con 1,352 habitantes a 2020, teniendo una descendencia población de menos del 2.4%, teniendo a 2010 una población de 1,384.
| Gráfica de evolución demográfica |
|                                  |

| Censo | Población |
| ----- | --------- |
| 1900  | 418       |
| 1910  | 348       |
| 1921  | 490       |
| 1930  | 408       |
| 1940  | 452       |
| 1950  | 553       |
| 1960  | 768       |
| 1970  | 7         |
| 1980  | 922       |
| 1990  | 1 187     |
| 2000  | 1 324     |
| 2010  | 1 384     |
| 2020  | 1 352     |